# Стецьківка (Куп'янський район)
Сте́цьківка —  село в Україні, у Великобурлуцькій селищній громаді Куп'янського району Харківської області. Населення становить 219 осіб. До 2020 орган місцевого самоврядування — Андріївська сільська рада.

## Географія
Село Стецьківка знаходиться на річці Нижня Дворічна, вище за течією за 2 км розташоване село Андріївка, нижче за 3 км - село Касянівка.

## Історія
1868 — дата заснування.
12 червня 2020 року, відповідно до розпорядження Кабінету Міністрів України № 725-р «Про визначення адміністративних центрів та затвердження територій територіальних громад Харківської області», увійшло до складу Великобурлуцької селищної громади.
19 липня 2020 року, в результаті адміністративно-територіальної реформи та ліквідації Великобурлуцького району, село увійшло до складу Куп'янського району Харківської області.
24 лютого 2022 року почалася російська окупація села.
11 вересня 2022 року під час слобожанського контрнаступу Збройних сил України від російських окупантів звільнено населені пункти Великобурлуцької селищної територіальної громади.

## Економіка
- В селі є молочно-товарна ферма.

## Об'єкти соціальної сфери
- Клуб.
- Фельдшерсько-акушерський пункт.